# Fährterminal Baltijsk
Das Baltijsker Fährterminal Wostotschny ist ein großes Eisenbahn-, Auto- und Personenfährterminal in der Stadt Baltijsk (vorm. Pillau) in der Oblast Kaliningrad, Russland. Es wurde Ende 2006 fertiggestellt.
Von diesem Terminal aus sollen regelmäßig große Fähren die visumfreie Verbindung zwischen der Enklave um die Stadt Kaliningrad und dem russischen Kernland herstellen. Geplant ist hierbei eine Verbindung nach Ust-Luga bei Sankt Petersburg, aber auch internationale Verbindungen wie zum Beispiel nach Sassnitz in Deutschland.